# لوکاس اویل
لوکاس اویل (انگلیسی: Lucas Oil) شرکت روغن موتور آمریکایی است، که در سال ۱۹۸۹ تأسیس شد.